# Хор (Иран)
Хор (перс. خور‎) — небольшой город в центральном Иране, в провинции Исфахан. Административный центр шахрестана Хор и Биабанек (ранее входил в состав шахрестана Наин).

## География
Город находится в восточной части Исфахана, в южной части пустыни Деште-Кевир, на высоте 796 метров над уровнем моря.
Хор расположен на расстоянии приблизительно 325 километров к северо-востоку от Исфахана, административного центра провинции и на расстоянии 387 километров к юго-востоку от Тегерана, столицы страны.

## Население
По данным переписи 2006 года, численность населения города составляла 6216 человек; в национальном составе преобладают персы (носители одного из центральноиранских диалектов, хори), в конфессиональном — мусульмане-шииты.